# Festival Angers-BD
Le festival Angers-BD est un festival annuel de la bande dessinée organisé par l’association Angers-BD et qui se tient dans la cité d'Angers, en Maine-et-Loire.

## Historique
Le festival, dont la première édition s'est déroulée en 1999, a lieu en fin d'année civile (mois de novembre ou décembre). Il propose chaque année un thème différent : BD jeunesse et humour, BD nature et environnement, BD et cinéma. 
Les organisateurs présentent aux visiteurs, des expositions d'œuvres, des rencontres avec le public, des animations, des conférences, des séances de dédicaces et des remises de prix.
L'association organisatrice participe aussi à d'autres manifestations, telle l'exposition Le Château sort de sa bulle organisée en 2013 au château d'Angers.

## Le festival
En 2010, le festival accueille environ deux mille visiteurs sur deux jours. En 2011, la 13e édition réunit une cinquantaine d'auteurs et dessinateurs de bande-dessinée, et trois mille visiteurs assistent à la manifestation.
En décembre 2012, 53 dessinateurs sont présents au festival, avec pour invité d'honneur Alessandro Barducci, dessinateur italien et auteur de la série Sky doll.
En 2013, la 15e édition du festival accueille une cinquantaine d’auteurs. Bernard Vrancken en signe le visuel.
Les travaux du Centre de congrès d'Angers à partir du mois de novembre 2017 oblige le festival à changer de site durant les deux éditions de 2017 et 2018.[réf. nécessaire]

## Auteurs

### Premières années
Au cours des premières années de ce festival angevin de la bande dessinée, les invités d’honneur sont Yves Swolfs (Durango, Légendes, Prince de la nuit), Franz (Lester Cockley), Jean-François Charles (Indian Dreams), Félix Meynet (Les Éternels), Erik Jukezak (Dantes), Gérald Forton (Bob Morane, Teddy Ted), etc. La manifestation accueille également des auteurs angevins, comme par exemple Étienne Davodeau ou Marc-Antoine Mathieu.

### Années 2000
En 2007, la 9e édition du festival Angers-BD a lieu les 1er et 2 décembre), avec pour invité d'honneur le dessinateur Maëster.
Pour la dixième année, qui se déroule les 13 et 14 décembre 2008, le thème du festival est le polar. L'affiche est réalisée par Olivier Grenson (Niklos Koda). L'ensemble des auteurs ayant réalisé une affiche depuis 10 ans sont réinvités, hormis Frantz qui décédé depuis.
En 2009 le festival a lieu les 5 et 6 décembre, avec pour invités Nicolas Malfin, Vincent Mallié, Joël Parnotte, Cyril Bonin et Sylvain Savoia. Vingt cinq dessinateurs sont associés à six viticulteurs de la région angevine, et une exposition est consacrée à l'âge d'or du magazine Pif Gadget, en présence de son ancien rédacteur en chef, Richard Medioni, et de l'historien Hervé Cultru.

### Années 2010
Les 4 et 5 décembre 2010, le festival reçoit comme invité d’honneur Jean-Pierre Gibrat (Le Sursis, Le Vol du corbeau, Mattéo),.
La 13e édition se déroule les 3 et 4 décembre 2011, avec pour invité d'honneur Griffo, et la présence de François Boucq, Michel Plessix, Cromwell, Agnès Maupré, etc.
En 2012, le festival compte comme invité d'honneur Alessandro Barbucci (Skydol), et reçoit Alex Alice, Jean-Charles Kraehn, Gérald Forton, Ralph Meyer, Thimotée Montaigne, Nicolas Malfin, etc.
La 15e édition (2013) a pour invité d'honneur Bernard Vrancken (I.R.S), qui présente une nouvelle série se situant au Moyen Âge, et la présence de Sylvain Frécon et d'Eric Sagot.
Andreas, scénariste et dessinateur de bande dessinée allemand, signe l'affiche de la 17e édition (2015) qui représente un ange ailé devant la muraille du château. Le festival accueille une cinquantaine d'auteurs de la région, avec au programme des expositions, des jeux et une pièce de théâtre.
En 2016, Janry dessine le Petit Spirou jouant de la batterie sur les tours du château pour l'affiche de la 18e édition. La manifestation marie rock et BD, avec au programme un concert, des expositions et une conférence-débat. Plus d'un cinquantaine d'auteurs participent au festival, dont Frank Margerin,.
En 2017, Le festival intègre le théâtre du Quai, sur les bords de Maine, le temps des travaux du centre de congrès d'Angers. L'auteur de l'affiche est Theo, qui a repris la série Murena après de décès de son auteur, Philippe Delaby, qui avait été invité à deux reprises au festival. 
En 2018, le festival s'organise sur deux sites mitoyens de la ville d'Angers, le temps des travaux du Centre de congrès : le Grenier Saint-Jean et le Musée Jean Lurçat (l'ex-hôpital Saint-Jean), dont l'affiche bucolique a été réalisée par Mathieu Bonhomme.[réf. nécessaire]
En 2019, le festival doit réintégrer le Centre de congrès d'Angers, afin d'y fêter son 20e anniversaire.[réf. nécessaire]

## Autres animations
Plusieurs autres animations sont organisées en marge du festival. Un coin stands marchands, offrant à la vente des albums neufs ou d'occasions, anciens et de collections, un coin stands fanzines, permettant de rencontrer des dessinateurs amateurs œuvrant dans des fanzines, et des stands viticulteurs, proposant à des auteurs invités de réaliser une étiquette sur le thème du vin.

## Fonctionnement

### Direction et administration du festival
Le festival est organisé dans son ensemble par l'association Angers-BD.

### Partenariats
Les partenaires du festival se composent de partenaires institutionnels (la mairie d'Angers, la région Pays de la Loire), d'entreprises (Librairie Richer, Anjou Cola, Game cash, l'hôtel Mercure, le centre de congrès), et de médias (Ouest-France, NRJ).